# Nati nel 1983/Senza giorno specificato
| Questa pagina contiene informazioni ricavate automaticamente dalle voci biografiche con l'ausilio del template Bio e di un bot. L'aggiornamento è periodico e automatico e ricostruisce completamente la pagina. Se manca una persona in questa lista, sei pregato di non aggiungerla, ma accertati piuttosto che la sua voce biografica contenga il template Bio e che i dati anagrafici siano correttamente compilati. Se il template Bio manca, inseriscilo tu stesso o, in alternativa, metti l'avviso {{tmp\|Bio}} che ne segnala la mancanza. Se i dati riportati sono sbagliati, correggi direttamente la voce biografica; le modifiche saranno visibili in questa lista entro pochi giorni. Per chiarimenti vedi il progetto biografie. La lista contiene solo le 108 persone che sono citate nell'enciclopedia e per le quali è stato implementato correttamente il template Bio. Pagina aggiornata al 18 ago 2025. |

- Belal Abduldaim, ex calciatore siriano
- Joel Abelson, allenatore di pallacanestro e dirigente sportivo statunitense
- Soufiane Alloudi, calciatore marocchino
- Dario Amodei, imprenditore statunitense
- Sina Ataeian Dena, regista cinematografico, sceneggiatore e produttore cinematografico iraniano
- Thomas Bacher, ex sciatore alpino austriaco
- Maurice Banks, ex giocatore di football americano e allenatore di football americano statunitense
- Špela Bertoncelj, ex sciatrice alpina slovena
- Zachary Booth, attore statunitense
- Eugen Bopp, ex calciatore tedesco
- Alberto Bravin, cantante e polistrumentista italiano
- John Buchar, allenatore di sci alpino e ex sciatore alpino svedese
- Emily Carroll, fumettista e autrice di videogiochi canadese
- Elena Casagrande, fumettista italiana
- Matteo Cavezzali, scrittore italiano
- Yilian Cañizares, musicista e cantante cubana
- Francesca Cuttica, attrice e cantante italiana
- Annalisa De Simone, scrittrice italiana
- Aissatou Diallo Sagna, attrice francese
- Vanessa Carreira, modella sudafricana
- Joe Douglas, regista teatrale britannico
- Wolfram, disc jockey e produttore discografico austriaco
- Heba El-Sisy, modella egiziana
- Speech Debelle, rapper britannica
- Megan Euker, artista e designer statunitense
- Đorđe Filipović, ex pallanuotista rumeno
- Leif Force, giocatore di poker statunitense
- Thomas Forster, danzatore britannico
- Chris Frank, ex sciatore alpino statunitense
- Manuel Gamper, ex sciatore alpino svizzero
- Gemelli di Guidonia, cantante e conduttore televisivo italiano
- Glasser, cantautrice statunitense
- Džejla Glavović, modella bosniaca
- Governor, cantante statunitense
- Ned Grabavoy, ex calciatore statunitense
- Felipe Gálvez Haberle, montatore, regista e sceneggiatore cileno
- Saleem Haddad, scrittore e regista kuwaitiano
- Joshua Harmon, drammaturgo statunitense
- Megan Marie Hart, soprano e cantante lirica statunitense
- Florian Hartmann, ex giocatore di football americano e allenatore di football americano tedesco
- David Hay, ex calciatore francese
- Karin Hess, ex sciatrice alpina svizzera
- Megan Hughes, ex sciatrice alpina statunitense
- June Huh, matematico statunitense
- Iosonouncane, cantautore, produttore discografico e compositore italiano
- Luke Jackson, giocatore di football americano australiano
- Stina Jackson, scrittrice svedese
- Leonora Jiménez, modella costaricana
- Jonas Jägermeyr, attore tedesco
- Pdogg, produttore discografico, compositore e paroliere sudcoreano
- Sohm Kapila, attrice indiana
- Karkadan, rapper tunisino
- Lea Kaszas, giocatrice di football americano canadese
- Betül Kaçar, astronoma e biologa turca
- Fredrick Kingstad, ex sciatore alpino svedese
- David Kirk, scrittore inglese
- Phil Klay, scrittore statunitense
- Simon Kofe, politico tuvaluano
- Nataša Kramberger, scrittrice slovena
- Valdemar Akos Kwaysser, giocatore di poker ungherese
- Jenny Lathrop, ex sciatrice alpina statunitense
- Nicosia Lawson, modella britannica
- Twin Shadow, cantautore e musicista statunitense
- Ling Ma, scrittrice statunitense
- Carlos Marqués-Marcet, regista, sceneggiatore e montatore spagnolo
- Gabriel Mascaro, regista brasiliano
- Enrico Masi, regista cinematografico italiano
- Łukasz Masiak, giornalista polacco († 2015)
- Marco Micheli, astronomo italiano
- Michael Mitchell, attore statunitense
- Fawzia Mohamed, modella egiziana
- Raha Moharrak, alpinista saudita
- Hector Monsegur, hacker statunitense
- Giovanni Montanaro, scrittore italiano
- Anna North, scrittrice e giornalista statunitense
- Julia Novikova, soprano russo
- Lisa O'Hare, attrice e soprano britannico
- Ruth Ocumárez, modella dominicana
- Simone Paolo Olivero, tecnico del suono italiano
- Florian Opahle, musicista tedesco
- Barto Pedro Orent-Niedzielski, giornalista, conduttore radiofonico e musicista polacco († 2018)
- Maggie Pattillo, ex sciatrice alpina canadese
- Phildel, cantautrice, pianista e produttrice discografica inglese
- Francesco Piemontesi, pianista svizzero
- Raign, cantautrice e produttrice discografica britannica
- Ellen Reid, compositrice statunitense
- Daniel Rojas Pachas, scrittore e editore cileno
- Emiriana Sako, politica albanese
- Eric Sanders, allenatore di football americano statunitense
- Ana Eduarda Santos, scrittrice portoghese
- Pouya Saraei, compositore e arrangiatore iraniano
- Graziella Sarraino, ex cestista italiana
- Giacomo Scinardo, pianista italiano
- Lorenzo Senni, musicista italiano
- Maggie Shipstead, scrittrice statunitense
- Carlo Sironi, regista italiano
- Dan Sultan, cantautore e attore australiano
- Parisa Tabriz, informatica statunitense
- Joseph Tawadros, compositore australiano
- Robin Ticciati, direttore d'orchestra britannico
- Tiny Vipers, cantautrice statunitense
- Marcelo Tosatti, informatico brasiliano
- Vanja Vravnik, ex sciatrice alpina slovena
- Tommy Weber, regista francese
- Katarina Wigander, modella svedese
- Naomi Wood, scrittrice britannica
- Zhuo Ling, modella cinese
- Mohammad al-Bashir, politico e ingegnere siriano